# César M. Arconada
César Muñoz Arconada (Astudillo, 5 de diciembre de 1898-Moscú, 10 de marzo de 1964), quien solía firmar como César M. Arconada, fue un escritor español perteneciente a la generación del 27 y posteriormente a la literatura española en el exilio. Destacó en sus inicios como prosista de vanguardia, desarrollando un estilo renovador de la narrativa española (junto con autores como Benjamín Jarnés o Francisco Ayala, entre otros), y posteriormente —en los años de la II República y durante su exilio en Moscú— en el realismo socialista.

## Biografía

### Arconada y la literatura de vanguardia
César Muñoz Arconada nació el 5 de diciembre de 1898 en Astudillo, pueblo de la provincia de Palencia. Su padre —«hombre rígido y tradicional», según su estudioso Gonzalo Santonja—, obligado a sacar adelante a sus seis hijos, «repartía su tiempo en un curioso pluriempleo»: corresponsal del Diario Palentino y de El Norte de Castilla, ejercía a su vez de procurador de los tribunales y «alcalde semiperpetuo» de Astudillo. El joven César opositó al cuerpo de Correos, y gracias a las influencias políticas de su padre, consiguió ser destinado en Palencia y en 1921 en Madrid. Desde enero de 1920 hasta marzo de 1923, su firma fue habitual en el Diario Palentino. Y a partir de esa última fecha, en la revista coruñesa Alfar, donde su participación no se limitó a la crítica musical, sino que «abordó todos los campos de creación artística y literaria, sustentando, por supuesto, una visión vanguardista y anticlásica».
César M. Arconada no tardó en convertirse en una figura destacada de la intelectualidad literaria española en los años veinte: fue crítico musical y cinematográfico; autor de uno de los primeros análisis del compositor Debussy con la obra En torno a Debussy (1926); en relación con el cine Vida de Greta Garbo (1929) (esta aproximación a la actriz sería traducida al italiano y al alemán en 1930) y Tres cómicos del cine. Biografías de sombras (1931); sin olvidar la poesía recogida en Urbe (1928); la narrativa breve de Cuentos de amor para tardes de lluvia (libro que iba a salir en los Cuadernos de La Gaceta Literaria, pero la edición se frustró) o la novela La turbina (1930), donde ya manifiesta unas inequívocas preocupaciones sociales, que anuncian su futura literatura. 
De su importancia intelectual baste decir que llegó a ser redactor-jefe de la revista La Gaceta Literaria (1927-1932) —el principal vehículo de expresión de la llamada generación del 27— donde su colaboración (hasta enero de 1931) es muy frecuente y destacada. Fue Arconada quien presentó al director de la revista, Ernesto Giménez Caballero —que a partir de 1928-1929 evolucionaría hacia postulados fascistas—, a su compañero en el cuerpo de Correos, Ramiro Ledesma Ramos, futuro líder de la primera organización fascista española.

### Compromiso político y literatura social
En 1931 ingresa en el Partido Comunista y se convierte en uno de los más destacados representantes de la corriente social-realista en España. Colabora en Octubre, Nueva Cultura, Leviatán, Frente Literario y el diario Mundo Obrero y publica dos novelas enmarcadas en el llamado realismo socialista: Los pobres contra los ricos —elogiada por Enrique Azcoaga en  la revista Hoja literaria y por Eduardo de Ontañón en el diario Luz—  y Reparto de tierras (1934) —reseñada por Eusebio García Luengo en la revista de la izquierda socialista Leviatán —; en ambas novelas reflejó la situación de la aldea española en el periodo de auge revolucionario del campesinado español, ofreciendo «la imagen de una España republicana incapaz de superar los residuos de un feudalismo que impone su ley en las zonas rurales». En 1938 redacta otra novela, Río Tajo, que ganó el Premio Nacional de Literatura, y que se publicaría en Moscú en 1970 y en España en 1978, en la que lleva a cabo una exaltación épica de la causa popular durante la Guerra Civil.

### Exilio y muerte en Moscú
Con la derrota de la República en 1939, tomó el camino del exilio y se estableció en Moscú. Allí fue un entusiasta divulgador de la gran literatura española, la del llamado Siglo de Oro, como es el caso de La gitanilla, que adaptada por Arconada, conoció el éxito en el Teatro Gitano de Moscú. Fue director de la edición española de la revista Literatura Soviética en la que publicaba artículos y poesías; estuvo también vinculado a la Editorial Progreso de Lenguas Extranjeras. Eran las fuentes de sus emolumentos, que le permitieron vivir con cierta holgura. Escribió un drama teatral de escaso relieve Manuela Sánchez (se puso en escena en algún teatro y fue transmitida en fragmentos por Radio Moscú). La Gran Enciclopedia Soviética recoge una notable reseña de su actividad como escritor. Señalando que en la creación de Arconada ejercieron gran influencia los escritores Maksim Gorki, Konstantín Fedin y otros. Tradujo al español, junto a Fiódor Kelyin, la obra Cantar de las huestes de Ígor y una serie de poemas de Aleksandr Pushkin, Lérmontov y Nekrásov. Escribió dos libros de relatos, España es invencible (1941) y Cuentos de Madrid (1942), algunas obritas teatrales y el extenso poema Dolores (1945). 
Casó con la exiliada María Cánovas, bastante más joven que él. María, cuando llegaron a la Unión Soviética en 1939, era casi una niña, de extraordinaria belleza, natural de Baleares, y de habla bilingüe; dominaba el ruso y era aficionada a la poesía; en ella tuvo Arconada una inteligente colaboradora. 
De César Muñoz Arconada quedan aún libros por publicar: por ejemplo, una biografía de José Díaz (secretario general del Partido Comunista de España) y un reportaje sobre la China de Mao Tse Tung. Según Gonzalo Santonja se trata de «libros, reitero, no cuadernos de apuntes» los que aún permanecen inéditos.
En un artículo titulado «Rojos atardeceres tras las montañas del oeste» —publicado en el número 9 de la revista Caminar Conociendo— escribió Jacinto Barrio, que lo trató en Moscú: «Murió en Moscú, en la primavera de 1964. Fue un pedazo de España que se nos fue».

## Obra
Poesía
- Urbe. Málaga, Imprenta Sur, 1928.
- Vivimos en una noche oscura. París/Madrid, Publicaciones Izquierda, 1936, 92 págs.
- Romances de la guerra. Santander, Ediciones Unidad, 1937, 75 págs.
- Muchos más poemas de Arconada se publicaron sueltos, la mayoría en revistas de la Unión Soviética y otros en diversas recopilaciones sobre la literatura española del exilio. La revista Exils et migrations ibériques au XXe siécle, editada en París, dedica su núm. 9 (2000) en gran parte a la obra de Arconada, con una amplia selección de poemas escritos en su exilio de Moscú.

Ensayo y prosa no narrativa
- En torno a Debussy. Madrid, Espasa-Calpe, 1926, 264 págs.
- Vida de Greta Garbo. Madrid, Ediciones Ulises, 1929, 256 págs. Traducción al portugués, Lisboa, Tip. de Emprêsa Nacional de Publicidade, 1932. Hay reedición en Madrid, Castellote Editor, 1974, que incluye un texto de Javier Maqua («Preliminares») y dos artículos de Arconada de los años treinta sobre cine.
- Tres cómicos del cine. Madrid, Ediciones Ulises, 1931, 288 pp. Reedición: Madrid, Miguel Castellote editor, 1974, 344 págs. Nueva edición a cargo de Nigel Dennis y Francisco Soguero: Sevilla, Renacimiento, Col. Biblioteca del Rescate, 2007, 373 págs.

Prosa narrativa
- La turbina. (Novela). Madrid, Ediciones Ulises, 1930. Reedición: Madrid, Turner, 1975, colección «La novela social española, con prólogo de Gonzalo Santoja.
- «La humildad», relato incluido en el libro colectivo Las siete virtudes. Madrid, Espasa-Calpe, 1931.
- Los pobres contra los ricos. París / Madrid, Publicaciones de Izquierda, 1933, 286 págs. Reeditado en La Habana, Editorial Arte y Literatura, 1977, 314 págs.
- Reparto de tierras. París / Madrid, Publicaciones de Izquierda, 1934, 223 págs. Reeditado por la Diputación Provincial de Badajoz, 1987, con prólogo de Gregorio Torres Nebrera.
- «Xuan el músico». Cuento aparecido en la revista Ayuda, núms. 8 y 9 (1936), y reproducido en el volumen Los novelistas sociales españoles (1928-1936). Antología, edición de Gonzalo Santonja y José Esteban, Barcelona, Anthropos.
- Río Tajo [1938]. Primera edición española, Madrid, Akal, 1978, con prólogo de Juan Antonio Hormigón, 337 págs. (Antes, en 1964, había aparecido una traducción al checo Řeka Tajo, Praha / Státní nakladatelství krásné literatury a umění).
- Cuentos de Madrid. Edición de Natalia Kharitónova, Sevilla, Renacimiento, Col. Biblioteca del exilio, 2007, 229 págs.

Teatro
- Tres farsas para títeres. París/Madrid, Publicaciones Izquierda, 1936. (Contiene «El teniente Cazadotes», «Dios y la beata» y «Gran baile en La Concordia»).
- La conquista de Madrid. (Farsa dramática), 1937.
- Nueva Carmen. Publicada en Moscú en el núm. 7 (1944) de la revista Literatura Internacional. En España, se publicó en la revista sevillana Renacimiento, núm. 27-30 (2000), en edición de Natalia Kharitónova.
- Teatro español en la escuela. En colaboración con Josefa Gómez-Ganivet. Moscú, Uchpedguiz, 1953, 74 págs. (Contiene las siguientes obras cortas: Mamita Clara, Al Congreso de los Pueblos por la Paz, Viena, Andrés, Don Generoso de lo ajeno y El Lazarillo).

Traducciones
- El viento del Este. Novela de S. Zeromski; Madrid: ediciones Ulises, 1931 (Traducción directa del polaco por Mauricio Amster y C. M. Arconada).

Recopilaciones
- Obras escogidas. Tomo I: Los pobres contra los ricos y Reparto de tierras. Tomo II: Río Tajo. Moscú, Ediciones Progreso, 1969, con prólogo de Inna Tiniánova.
- La Guerra de Asturias (Crónicas y romances). Edición a cargo de Gonzalo Santonja. Madrid, Ayuso, 1979, 127 págs.
- De Astudillo a Moscú. Obra periodística. Introducción y selección de Christopher H. Cobb. Valladolid, Ámbito, 1986, 359 págs.

Obra inédita
- José Díaz. Biografía del líder comunista español.
- Manuela Sánchez. Drama teatral.
- Andanzas por la nueva China. Relatos periodísticos
- España invencible. Relatos.
- ¡Heroicas mujeres de España!. Teatro